# Etelis
Etelis es un género de peces de la familia Lutjanidae en el orden de los Perciformes.

## Especies
Hay cinco especies reconocidas:
- Etelis boweni Andrews, Fernandez-Silva, Randall y H.-C. Ho, 2021
- Etelis carbunculus Cuvier, 1828
- Etelis coruscans Valenciennes, 1862
- Etelis oculatus (Valenciennes, 1828)
- Etelis radiosus W.D. Anderson, 1981